# Auchencairn
 (septembre 2023).
Auchencairn est un village situé dans le Dumfries and Galloway, en Écosse.